# Jacques Esclassan
Jacques Esclassan (* 3. September 1948 in Castres) ist ein ehemaliger französischer Radrennfahrer und Kommunalpolitiker.
Jacques Esclassan entstammte einer Handwerkerfamilie. Er war Profi von 1972 bis 1979 und galt als einer der besten Sprinter seiner Zeit. In diesen Jahren startete er jährlich, insgesamt sieben Mal, bei der Tour de France. Sein bestes Ergebnis erreichte er 1977, als er das Grüne Trikot des Punktbesten errang und Rang 27 in der Gesamtwertung belegte, 1978 wurde er Zweiter der Punktewertung. Außerdem war er fünf Mal bei Etappen siegreich.
Daneben gelangen ihm weitere Erfolge, Siege bei Gesamtwertungen von Radrennen sowie Etappensiege: So gewann er 1972 Paris–Troyes, 1973 eine Etappe der Tour de l’Oise sowie jeweils eine Halbetappe von Paris–Nizza und der Vuelta a España. 1974 entschied er eine Etappe sowie die Gesamtwertung des Étoile de Bessèges für sich. 1975 gewann er erneut eine Etappe von Paris–Nizza sowie die Gesamtwertung des Critérium International und zwei Jahre später die erste Austragung des Rennens Route du Sud, das er selbst initiiert hatte. 1978 gewann er zwei weitere Etappen von Paris–Nizza. Bei Paris–Camembert wurde er 1976 Zweiter und 1978 Dritter. Insgesamt gelangen ihm 57 Siege. Bei den UCI-Straßen-Weltmeisterschaften 1978 wurde er positiv auf die stimulierende Substanz Coramin getestet, was aber nicht sanktioniert wurde.
1979 beendete Esclassan seine Radsport-Laufbahn und eröffnete ein Fahrradgeschäft in seinem Heimatort Castres. Zudem ging er in die Politik, war von 1997 bis 2002 als Mitglied der Parti socialiste Stellvertretender Bürgermeister von Castres und Mitglied im Conseil général. Er engagierte sich weiterhin aktiv für das Fahrradfahren und den Radsport und führte unter anderem einen kostenlosen kommunalen Fahrradverleih ein.